# グルバダム・ババムラトワ
グルバダム・ババムラトワ（Gulbadam Babamuratova 1991年8月24日- ）は、トルクメニスタン出身の柔道選手。階級は52kg級。 

## 人物
2014年の仁川アジア競技大会52kg級では伏兵ながら決勝まで進むものの、日本の中村美里に小外刈で敗れて2位だった。2015年の世界選手権では準決勝まで進むが、ルーマニアのアンドレア・キトゥに技ありで敗れると、3位決定戦でもベラルーシのダリヤ・スクリプニクに敗れて5位にとどまった。続くグランプリ・タシュケントでIJFワールド柔道ツアー初優勝を飾った。グランプリ・青島では決勝で日本の西田優香に背負投で敗れた。2016年のリオデジャネイロオリンピックでは初戦で敗れた。2021年7月に日本武道館で開催された東京オリンピックでも初戦で敗れた。
一方、サンボの世界選手権52kg級では2012年に優勝、2011年に2位となった。加えて、2013年のユニバーシアードではベルトレスリング52kg級で優勝、サンボの52kg級では3位になった。2014年にはアジアビーチゲームズのビーチサンボ52kg級でも優勝した。
IJF世界ランキングは580ポイント獲得で52位(21/9/27現在)。

## 主な戦績
- 2012年 - アジア選手権　5位
- 2012年 - ワールドカップ・タシュケント　5位
- 2014年 - グランドスラム・バクー　5位
- 2014年 - アジア競技大会　2位
- 2014年 - グランドスラム・東京　7位
- 2015年 - アジア選手権　5位
- 2015年 - アジアオープン・台北　優勝
- 2015年 - 世界選手権 5位
- 2015年 - グランプリ・タシュケント　優勝
- 2015年 - グランプリ・青島　2位
- 2016年 - グランプリ・デュッセルドルフ　3位
- 2016年 - グランプリ・サムスン　優勝
- 2016年 - アジア選手権　3位
- 2018年 -　グランプリ・アガディール　3位
- 2018年 - グランプリ・トビリシ　3位

(出典、JudoInside.com)。　